# Armando Calderón Sol
Armando Calderón Sol (ur. 24 czerwca 1948 w San Salvador, zm. 9 października 2017 w Houston) – salwadorski polityk, burmistrz San Salvador w latach 1988–1994 i działacz Narodowego Sojuszu Republikańskiego ARENA, z jego ramienia prezydent Salwadoru w latach 1994–1999 (jego poprzednikiem był Alfredo Cristiani, a następcą Francisco Flores, obaj również z partii ARENA).